# Мёльман, Гельмут
Гельмут Мёльман (нем. Helmut Möhlmann; 25 июня 1913, Киль — 12 апреля 1977, Прин-ам-Кимзе) — немецкий офицер-подводник, капитан 3-го ранга (1 апреля 1945 года).

## Биография
23 сентября 1933 года поступил на флот кадетом. 1 октября 1936 года произведен в лейтенанты. Служил на легком крейсере «Нюрнберг» и миноносце «Лухс».

## Вторая мировая война
В апреле 1940 года переведен в подводный флот. Командовал учебными подлодками U-143 (9 декабря 1940 — 19 марта 1941 года) и U-52 (20 марта — 15 апреля 1941 года), но в боевых действиях участия не принимал.
22 мая 1941 года назначен командиром подлодки U-571 (Тип VII-C), на которой совершил 8 походов (проведя в море в общей сложности 341 сутки), в основном в Северную Атлантику. Наиболее успешным для Мёльмана стал его четвёртый поход, во время которого он потопил 2 судна водоизмещением 10 000 брт.
16 апреля 1943 года награждён Рыцарским крестом Железного креста.
Всего за время военных действий Мёльман потопил 7 судов общим водоизмещением 47 169 брт и повредил 1 судно водоизмещением 11 394 брт.
31 мая 1943 года оставил командование и был направлен на учёбу в Военно-морскую академию. В сентябре 1943 года направлен на службу в штаб командующего подводным флотом. С декабря 1944 года до конца войны Мёльман командовал 14-й флотилией в Нарвике. В мае 1945 года капитулировал. В сентябре 1945 года освобожден.